# Bulgarisch-deutsche Beziehungen
Als Donauanrainerstaaten sind Bulgarien und Deutschland über eine internationale Wasserstraße miteinander verbunden. Die beiden Staaten sind Mitglieder der Europäischen Union und der NATO.
Bulgarien verfügt über eine Botschaft in Berlin, ein Generalkonsulat in München und ein Büro in Bonn. Deutschland betreibt eine Botschaft in Sofia.

## Geschichte

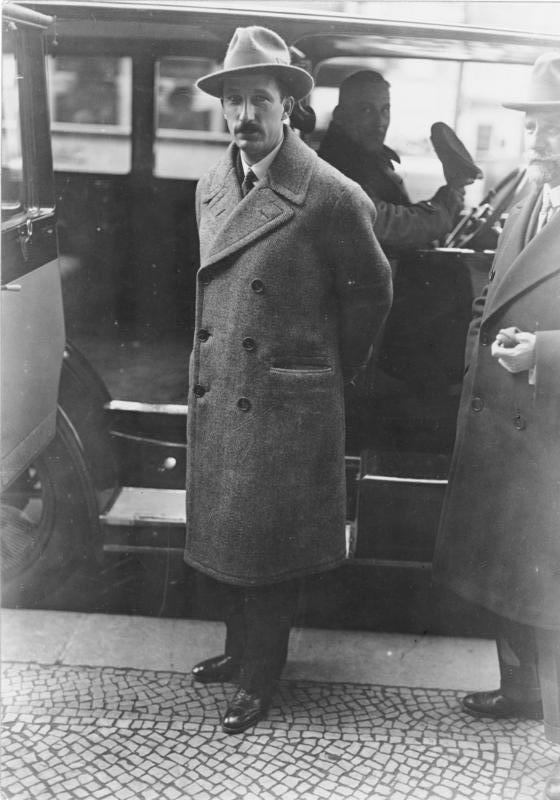
Zar Boris III. von Bulgarien 1929 bei einem Besuch in Berlin

Prinz Alexander Joseph von Battenberg aus dem hessischen Adelsgeschlecht Battenberg war von 1879 bis 1886 erster Fürst des 1878 geschaffenen Fürstentums Bulgarien. Auf ihn folgte von 1887 bis 1918 Ferdinand I. aus dem deutschen Adelsgeschlecht Sachsen-Coburg und Gotha. Dieser nahm 1908 den Titel eines Zaren von Bulgarien an. Im Ersten Weltkrieg kämpften dann die Bulgaren unter seiner Führung auf Seiten Deutschlands bzw. der Mittelmächte. Nach dem verlorenen Krieg musste er 1918 abdanken. Nachfolger wurde sein Sohn Boris III., der das Land bis zu seinem Tod 1943 regierte. Unter seiner Herrschaft kämpfte Bulgarien im Zweiten Weltkrieg auf deutscher Seite. In die Zeit der Herrschaft seines Sohnes (auf Grund seiner Minderjährigkeit führte ein dreiköpfiger Regentschaftsrat die Regierungsgeschäfte) Simeon II. von 1943 bis 1946 fällt dann (1944) die Kriegserklärung Bulgariens an das zuvor verbündete Dritte Reich sowie die Machtergreifung der Kommunisten, die schließlich (1946) zum Ende der bulgarischen Monarchie führte. Die Volksrepublik Bulgarien und die DDR nahmen am 17. Oktober 1949  diplomatische Beziehungen auf. Nach dem Ende der kommunistischen Herrschaft 1989 unterstützte das wiedervereinigte Deutschland die Transformations- und Demokratisierungsbemühungen Bulgariens als Vorbereitung auf den EU-Beitritt des Balkanlandes mit diversen Maßnahmen und insgesamt 200 Millionen Euro. Der letzte bulgarische Zar Simeon II. von Sachsen-Coburg-Gotha war von 2001 bis 2005 als Simeon Sakskoburggotski Ministerpräsident der Republik Bulgarien.

## Diplomatischer Austausch
Die Parlamentariergruppe Bulgarien-Moldau-Rumänien pflegt die Beziehungen zwischen dem Deutschen Bundestag und der Narodno Sabranie. Vorsitzender in der 20. Wahlperiode ist Bernhard Herrmann (Bündnis 90/Die Grünen).

## Bulgarische Schulen in der Bundesrepublik Deutschland
In vielen Städten gibt es eine Schule mit Unterrichtssprache bulgarisch. Diese sind meistens von der bulgarischen Regierung gefördert. Zu beachten ist aber, dass diese meistens keine staatlichen Schulen, sondern nur eingetragene Vereine sind. Manche Bildungsministerien akzeptieren für die Fachhochschulreife (Abitur) als 2. Fremdsprache die Muttersprache/Herkunftssprache bulgarisch.

## Deutschsprachige Schulen in der Republik Bulgarien

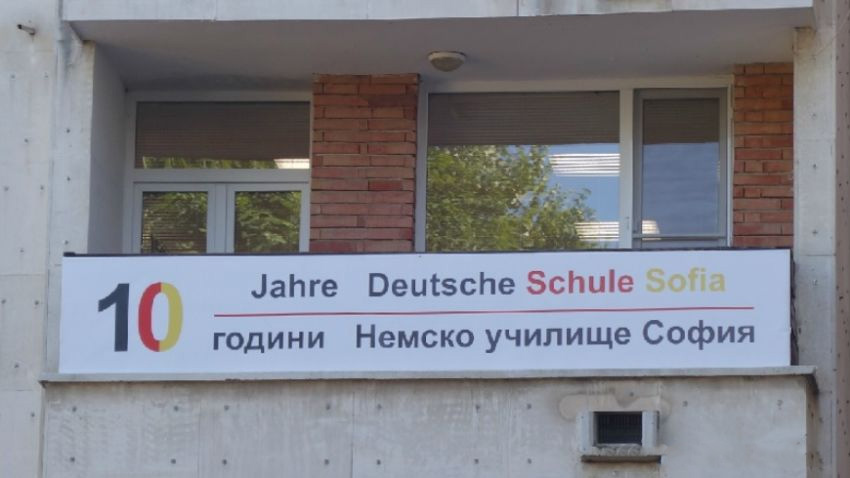
Banner zum 10-jährigen Jubiläum der Deutschen Schule in Sofia

In Bulgarien gibt es mehrere staatliche Schulen und Gymnasien die Deutsch als Fremdsprache anbieten. Es kann auch der Fall sein, dass die Schüler wie in Deutschland deutsch als Hauptfach bekommen.